# Mimoclystia multilinearia
Mimoclystia multilinearia är en fjärilsart som beskrevs av Swinhoe 1904. Mimoclystia multilinearia ingår i släktet Mimoclystia och familjen mätare. Inga underarter finns listade i Catalogue of Life.